# 彭二
彭二（14世纪？—1400年），明朝武官。
建文二年（1400年），燕王朱棣谋反。燕將張玉、朱能等帥勇士攻北京城九門，攻克其中八个，而唯剩西直门无法攻破。时任都指揮的彭二在市中大呼：“燕王朱棣谋反，跟从我的人杀贼有赏”。后集兵千人，进攻燕府。后彭二被杀，部队遂散，燕军攻占全部北京城池。